# Tuffi ai campionati mondiali di nuoto 2023
Le competizioni di tuffi ai campionati mondiali di nuoto 2023 si sono svolte dal 14 al 22 luglio 2023 presso la Piscina della Prefettura di Fukuoka nella città di Fukuoka, in Giappone.
Sono state disputate un totale di 13 gare: 5 maschili, 5 femminili e 3 miste.

## Calendario
| Data           | Ora (UTC+9) | Evento                                         |
| -------------- | ----------- | ---------------------------------------------- |
| 14 luglio 2023 | 10:00       | Eliminatorie trampolino 1 m femminile          |
| 14 luglio 2023 | 15:00       | Eliminatorie trampolino 1 m maschile           |
| 15 luglio 2023 | 09:00       | Eliminatorie trampolino 3 m sincro maschile    |
| 15 luglio 2023 | 12:30       | Finale piattaforma 10 m sincro misti           |
| 15 luglio 2023 | 15:30       | Finale trampolino 1 m femminile                |
| 15 luglio 2023 | 18:00       | Finale trampolino 3 m sincro maschile          |
| 16 luglio 2023 | 10:00       | Eliminatorie piattaforma 10 m sincro femminile |
| 16 luglio 2023 | 14:30       | Finale trampolino 1 m maschile                 |
| 16 luglio 2023 | 18:00       | Finale piattaforma 10 m sincro femminile       |
| 17 luglio 2023 | 09:00       | Eliminatorie trampolino 3 m sincro femminile   |
| 17 luglio 2023 | 12:30       | Eliminatorie piattaforma 10 m sincro maschile  |
| 17 luglio 2023 | 15:30       | Finale trampolino 3 m sincro femminile         |
| 17 luglio 2023 | 18:00       | Finale piattaforma 10 m sincro maschile        |
| 18 luglio 2023 | 10:00       | Eliminatorie piattaforma 10 m femminile        |
| 18 luglio 2023 | 14:30       | Semifinale piattaforma 10 m femminile          |
| 18 luglio 2023 | 18:00       | Finale squadra mista                           |
| 19 luglio 2023 | 09:00       | Eliminatorie trampolino 3 m maschile           |
| 19 luglio 2023 | 15:30       | Semifinale trampolino 3 m maschile             |
| 19 luglio 2023 | 18:00       | Finale piattaforma 10 m femminile              |
| 20 luglio 2023 | 09:00       | Eliminatorie trampolino 3 m femminile          |
| 20 luglio 2023 | 14:30       | Semifinale trampolino 3 m femminile            |
| 20 luglio 2023 | 18:00       | Finale trampolino 3 m maschile                 |
| 21 luglio 2023 | 09:00       | Eliminatorie piattaforma 10 m maschile         |
| 21 luglio 2023 | 15:30       | Semifinale piattaforma 10 m maschile           |
| 21 luglio 2023 | 18:00       | Finale trampolino 3 m femminile                |
| 22 luglio 2023 | 15:30       | Finale trampolino 3 m sincro misti             |
| 22 luglio 2023 | 18:30       | Finale piattaforma 10 m maschile               |

## Podi

### Uomini
| Evento                      | Oro                           | Punteggio | Argento                                    | Punteggio | Bronzo                                    | Punteggio |
| --------------------------- | ----------------------------- | --------- | ------------------------------------------ | --------- | ----------------------------------------- | --------- |
| Tuffi individuali           |                               |           |                                            |           |                                           |           |
| Trampolino 1 m (dettagli)   | Peng Jianfeng                 | 440,45    | Osmar Olvera                               | 428,85    | Zheng Jiuyuan                             | 418,30    |
| Trampolino 3 m (dettagli)   | Wang Zongyuan                 | 538,10    | Osmar Olvera                               | 507,50    | Long Daoyi                                | 499,75    |
| Piattaforma 10 m (dettagli) | Cassiel Rousseau              | 520,85    | Lian Junjie                                | 512,35    | Yang Hao                                  | 504,00    |
| Tuffi sincronizzati         |                               |           |                                            |           |                                           |           |
| Trampolino 3 m (dettagli)   | Cina Wang Zongyuan Long Daoyi | 456,33    | Gran Bretagna Jack Laugher Anthony Harding | 424,62    | Francia Jules Bouyer Alexis Jandard       | 389,10    |
| Piattaforma 10 m (dettagli) | Cina Lian Junjie Yang Hao     | 477,75    | Ucraina Oleksij Sereda Kirill Boliuch      | 439,32    | Messico Kevin Berlín Reyes Randal Willars | 434,16    |

### Donne
| Evento                      | Oro                          | Punteggio | Argento                                              | Punteggio | Bronzo                                       | Punteggio |
| --------------------------- | ---------------------------- | --------- | ---------------------------------------------------- | --------- | -------------------------------------------- | --------- |
| Tuffi individuali           |                              |           |                                                      |           |                                              |           |
| Trampolino 1 m (dettagli)   | Lin Shan                     | 318,60    | Li Yajie                                             | 306,35    | Aranza Vásquez                               | 285,05    |
| Trampolino 3 m (dettagli)   | Chen Yiwen                   | 359,50    | Chang Yani                                           | 341,50    | Pamela Ware                                  | 332,00    |
| Piattaforma 10 m (dettagli) | Chen Yuxi                    | 457,85    | Quan Hongchan                                        | 445,60    | Caeli McKay                                  | 340,25    |
| Tuffi sincronizzati         |                              |           |                                                      |           |                                              |           |
| Trampolino 3 m (dettagli)   | Cina Chang Yani Chen Yiwen   | 341,94    | Gran Bretagna Scarlett Mew Jensen Yasmin Harper      | 296,58    | Italia Elena Bertocchi Chiara Pellacani      | 285,99    |
| Piattaforma 10 m (dettagli) | Cina Chen Yuxi Quan Hongchan | 369,84    | Gran Bretagna Andrea Spendolini-Sirieix Lois Toulson | 311,76    | Stati Uniti Delaney Schnell Jessica Parratto | 294,42    |

### Misto
| Evento                      | Oro                                                 | Punteggio | Argento                                                             | Punteggio | Bronzo                                                                | Punteggio |
| --------------------------- | --------------------------------------------------- | --------- | ------------------------------------------------------------------- | --------- | --------------------------------------------------------------------- | --------- |
| Tuffi sincronizzati         |                                                     |           |                                                                     |           |                                                                       |           |
| Trampolino 3 m (dettagli)   | Cina Zhu Zifeng Lin Shan                            | 326,10    | Australia Maddison Keeney Domonic Bedggood                          | 307,38    | Italia Chiara Pellacani Matteo Santoro                                | 294,12    |
| Piattaforma 10 m (dettagli) | Cina Wang Feilong Zhang Jiaqi                       | 339,54    | Messico José Balleza Isaias Viviana Del Angel                       | 313,44    | Giappone Hiroki Itō Minami Itahashi                                   | 305,34    |
| Squadra (dettagli)          | Cina Bai Yuming Zhang Minjie Zheng Jiuyuan Si Yajie | 489,65    | Messico Gabriela Agúndez Jahir Ocampo Randal Willars Aranza Vásquez | 455,35    | Germania Christina Wassen Moritz Wesemann Lena Hentschel Timo Barthel | 432,15    |

## Medagliere
| Pos.   | Paese         | Oro | Argento | Bronzo | Totale |
| ------ | ------------- | --- | ------- | ------ | ------ |
| 1      | Cina          | 12  | 4       | 3      | 19     |
| 2      | Australia     | 1   | 1       | 0      | 2      |
| 3      | Messico       | 0   | 4       | 2      | 6      |
| 4      | Gran Bretagna | 0   | 3       | 0      | 3      |
| 5      | Ucraina       | 0   | 1       | 0      | 1      |
| 6      | Canada        | 0   | 0       | 2      | 2      |
| 6      | Italia        | 0   | 0       | 2      | 2      |
| 8      | Francia       | 0   | 0       | 1      | 1      |
| 8      | Germania      | 0   | 0       | 1      | 1      |
| 8      | Giappone      | 0   | 0       | 1      | 1      |
| 8      | Stati Uniti   | 0   | 0       | 1      | 1      |
| Totale | Totale        | 13  | 13      | 13     | 39     |